# KM Андромеды
KM Андромеды (лат. KM Andromedae) — одиночная переменная звезда в созвездии Андромеды на расстоянии приблизительно 1715 световых лет (около 526 парсеков) от Солнца. Видимая звёздная величина звезды — от +14,9m до +14,4m.

## Характеристики
KM Андромеды — жёлтый карлик, пульсирующая переменная звезда типа RR Лиры (RR:) спектрального класса G. Радиус — около 0,89 солнечного, светимость — около 0,6 солнечной. Эффективная температура — около 5393 K.